# Оріхівка (Мелітопольський район)
Орі́хівка — село в Україні, у Нововасилівській селищній громаді Мелітопольського району Запорізької області. Населення складає 361 особу.

## Географія
Село Оріхівка розташоване за 166 км від обласного центру та 58 км від районного центру. Сусідні села: Бесідівка (4,5 км), Новоспаське (5,5 км) та колишнє село Тихий Гай (4 км).

## Історія
Село Оріхівка засноване 1883 року. З 1935 року перебувало в складі Приазовського району.
19 травня 2016 року, відповідно розпорядженню № 275 голови Запорізької обласної державної адміністрації, в селі Оріхівка вулиця Радянська перейменована на вулицю Польову.
12 червня 2020 року, відповідно до розпорядження Кабінету Міністрів України № 713-р «Про визначення адміністративних центрів та затвердження територій територіальних громад Запорізької області», Новоспаська сільська рада об'єднана з Нововасилівською селищною громадою.
17 липня 2020 року, в результаті адміністративно-територіальної реформи та ліквідації Приазовського району, село увійшло до складу Мелітопольського району.